# 國民革命軍陸軍第六十八軍
国民革命军第六十八军，西北军系第二十九军演化的一支部队。

## 沿革
1937年9月，从平津地区撤退到河北南部的第二十九军扩编为第五十九军、第六十八军、第七十七军（三个军的番号数字各自相加均为14）。以第29军第143师和独立第40旅组建第六十八军，军长刘汝明。辖第143师，师长刘汝明兼，独立第40旅，旅长夏子明（1937年8月1日殉国）。1937年底在菏泽独立第40旅扩编为第119师，师长田温其。田温其为保定九期骑兵科，1940年伤势复发病逝。
1939年1月，该军隶属第2集团军，刘汝明升任第2集团军副总司令兼军长，副军长田温其。第119师，师长田温其兼，第143师师长李曾志。
独立度27旅与第2集团军直属独立第44旅合编组建暂编第36师，拨归该军建制。第119师师长陈新起，第143师师长李曾志，暂编第36师师长刘汝珍。陈新起为陆大特二期，1949年漳夏战役后下落不明。李曾志1942年伤势复发病逝，后入选第三批著名抗日英烈、英雄群体名录。
1941年5月，暂编第36师与第三十军第30师（张华棠）对调建制。1942年春第30师与暂编第36师对调建制回归。张华棠（1900-1993）后赴台。
1943年2月，刘汝明任第2集团军代总司令，刘汝珍任军长，李金田、陈新起任副军长。第119师师长刘广信，第143师师长黄樵松/崔贡琛/阎尚元，暂编第36师师长崔贡琛。1945年10月暂编第36师裁减，第五十五军第81师（葛开祥）调归该军。
1946年5月该军改编为整编第68师，隶属刘汝明第4绥靖区。
1946年10月国共内战初期，第四绥靖区司令官刘汝明从整55师整29旅抽调第86团配属给刘广新整119旅，并加强国防部炮兵第十团一个榴弹炮营和六十八师炮兵营，10月28日由菏泽进逼鄄城。29日黄昏在鄄城以南的刘庄、苏屯、石庄、崔庄、高魁庄、任庄、东、西富春一带被共军包围，激战至31日，整编旅部及各团据点均被攻破。刘广信率残部突围至白集附近被俘。鄄南战役不到48小时，毙伤第86团团长张润珊等以下官兵3000余人，俘第119旅旅长刘广信、第355团长阚孝君以下官兵5000余名，共计毙伤俘8500余人。缴获美制榴弹炮8门，山炮7门，迫击炮37门，小炮95门，重机枪65挺，轻机枪208挺，战防枪14挺，步枪3300余支，汽车22辆，电台8部，子弹及其他军用品。半年后刘广信获释回兰封，被转送南京中央训练团受训，受训后任第六十八军副军长。
1948年9月恢复第六十八军番号。
1949年5月3日，副军长王志远、师长葛开祥率领第81师在江西弋阳起义投诚。第119师、第143师撤职厦门、漳州，重建第81师。刘广信出任第六十八军中将军长。在漳夏战役中被歼。